# معبد كل الأديان
معبد كل الأديان (بالروسية: Храм всех религий) أو المعبد العالمي (بالروسية: Вселенский храм) هو المجمع المعماري في مدينة قازان في روسيا. الزعيم الروحي والمصمم للمعبد هو إلدار خانوف سبب إنشاء المعبد هو حادثة رجوع إلدار إلى الحياة بحسب اعتقاد والداه في حادثة غريبة عام 1943، فأراد إلدار شكر «الله» ببناء معبد لكل الأديان بحسب زعمه. تم البدأ بتشييد هيكل المعبد عام 1994، ومازال قيد الإنشاء. يتكون الهيكل من عدة أنواع من العمارة الدينية بما في ذلك الكنيسة الأرثوذكسية، والمسجد، والكنيس اليهودي. يقدم الهيكل كمركز ثقافي وإقامة.

## خلفية
في عام 1940، في «ستارويه أراكتشنو» (بلدة بالقرب مدينة قازان) ولد إلدار. وفي عام 1943 توفي، أو بالأحرى هكذا اعتقد أبواه. اذ انه قبل ذلك مات لهما ابنان جوعاً، فقد كانت الحرب الوطنية العظمى تدور للعام الثالث. وكان كثير من الناس يموت من شح الطعام والعمل المجهد. وكانت أم إلدار «مناسي خانوف» تخيط الأكفان للموتى من الاكياس التي ينقلون فيها البارود. وراحت تخيط أيضاً كفناً لإلدار. ولكنهم لم يعجلوا بدفن الصغير، وفي اليوم الثالث عاد إلى الحياة بحسب ما تهيأ لأبواه. كان أبوه «مناسي خانوف» قد استبدل بحذاء إلدار لبنا، وبهذا اللبن «بعث» ابنه ورعاه بحسب اعتقاد والده. اكتشف موهبة الصبي إلدار في الرسم. وبسبب صعوبة الحياة خلال تلك الحرب استخدم بدلاً الأصباغ الفحم والبنجر (الشمندر)الأحمر، وبدلاً من الورق استعمل الصحف القديمة. وفي عام 1960 تخرج من المعهد الفني في قازان في فرع الفنون الكبيرة، وفي عام 1968 أنهى معهد سوريكوف للفنون بموسكو، وأصبح عضوا في اتحاد المصورين السوفيت. كان إلدار كثير الترحال في الدول الشرقية. من اجل الدراسة، درس فنون شعوب الشرق، والبوذية، واليوغا وعلوم الطب في التبت والصين، ومارس الطب وعلاج الطاقة. كانت فكرة المعبد تراود إلدار. وحين عودته إلى وطنه روسيا، أراد أن يطبق أفكاره، وهكذا في عام 1994 بدأ في تشييد معبد كل الأديان.

## هيكلية المبنى
تم البدأ في تشييد الهيكل عام 1994. والان هو قيد الإنشاء، وعند الانتهاء منه سيتكون من 16 من القباب، و16 من الديانات الرئيسية في العالم بما في ذلك الأديان السابقة التي لم تعد تمارس. ويقدم الهيكل كمركز ثقافي وإقامة وعبادة، يتكون المعبد من عدة أنواع من العمارة الدينية بما في ذلك كنيسة أرثوذكسية، ومسجد. يعتمد خانوف -مؤسس المعبد- على متطوعين معظمهم من مرضاه السابقين والحاليين في مشاركتهم بالمساعدة في الحفاظ على تطوير الهيكل عن طريق المشاركة في أعمال البناء وصيانته.

## روابط خارجية
- Res Obscura : Ildar Khanov's All Religions Temple in Kazan
- Le temple de toutes les religions sur Chakipet نسخة محفوظة 3 أبريل 2015 على موقع واي باك مشين. (بالفرنسية)
- تقرير الجزيرة: معبد كل الأديان (فيديو)

## معرض الصور

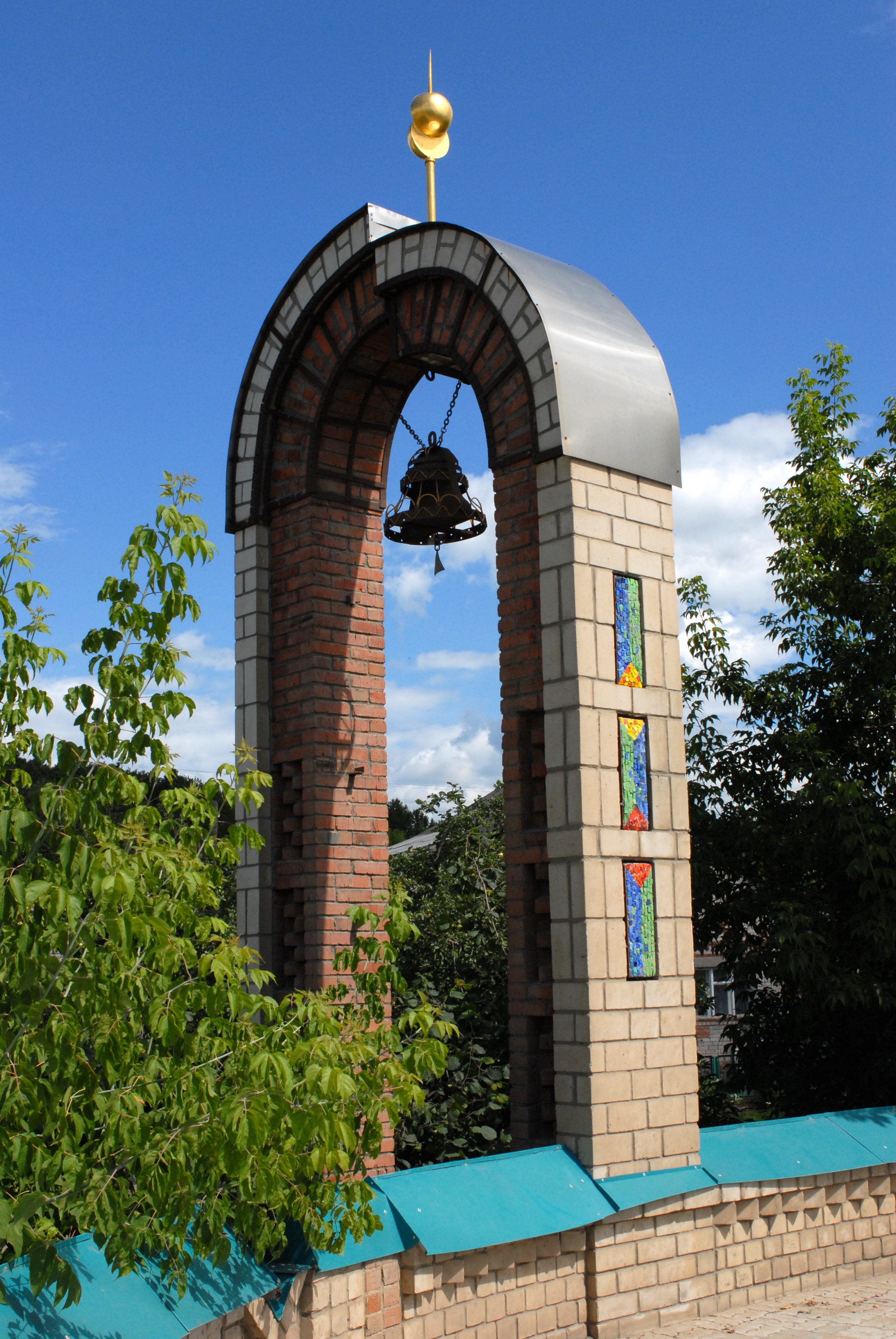
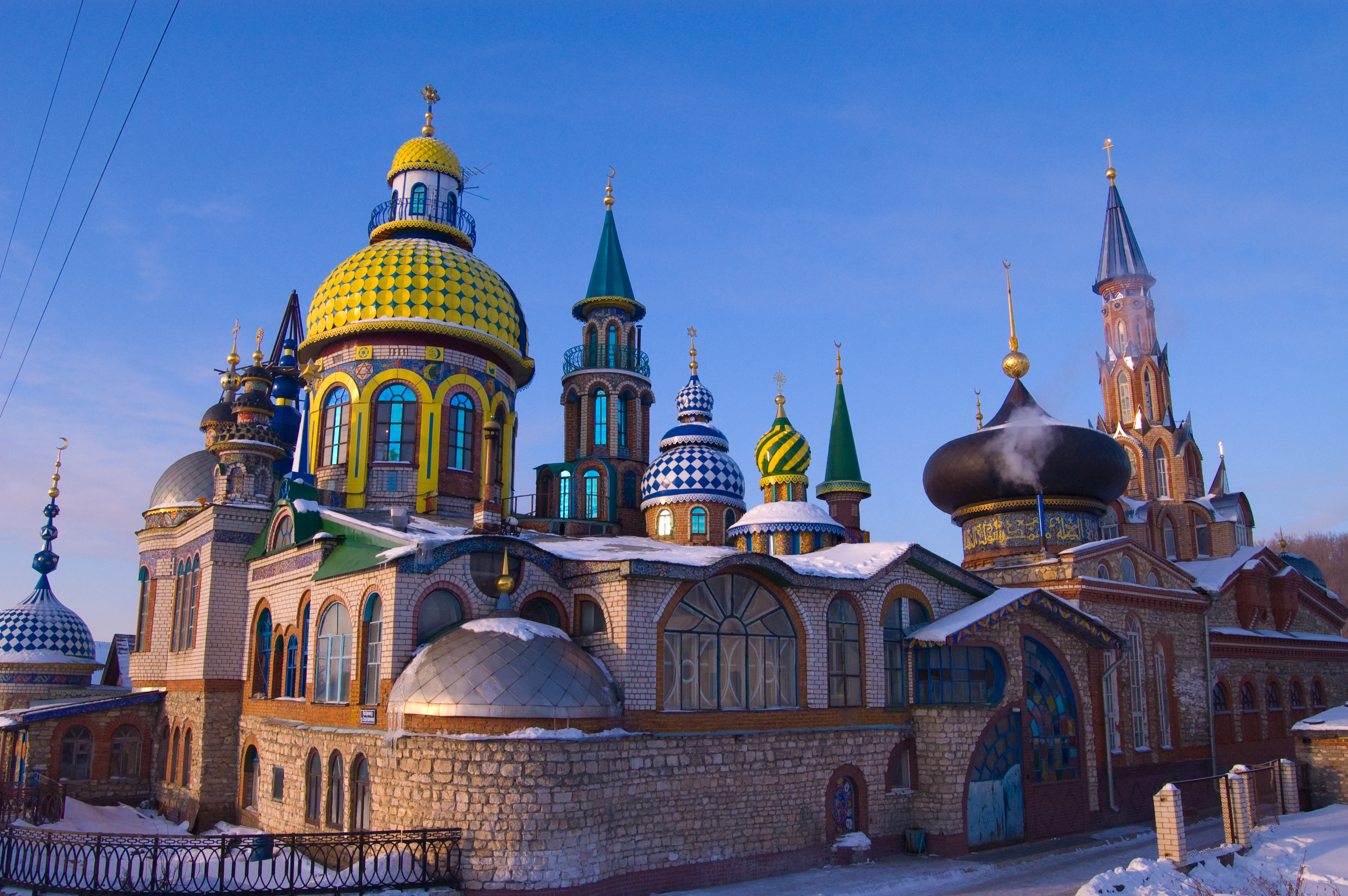
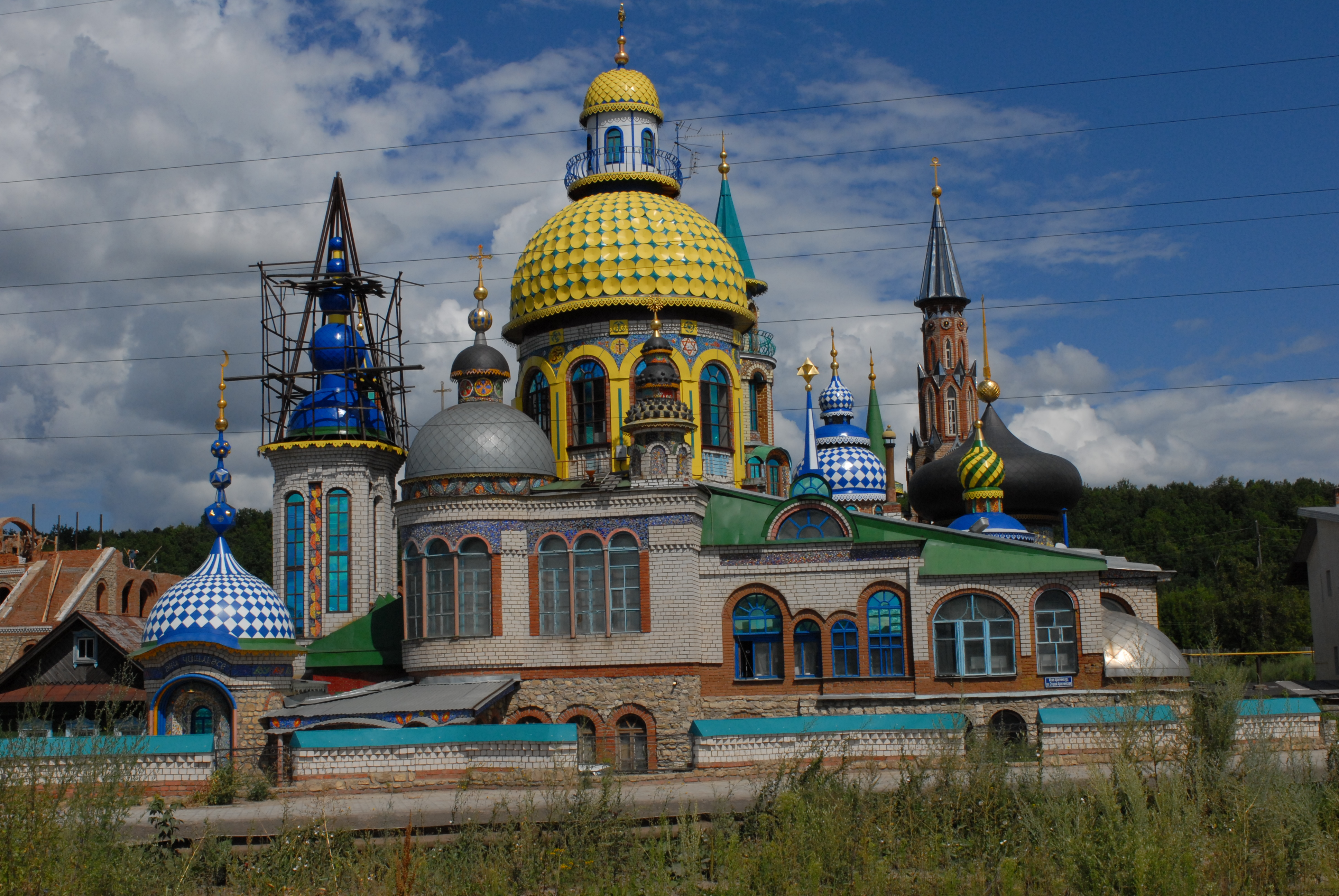